# Infestissumam
Albums de Ghost
Opus Eponymous
(2010) If You Have Ghost
(2013)
Singles
1. Secular Haze
Sortie : 18 janvier 2013
2. Year Zero
Sortie : 14 avril 2013

Infestissumam (signifiant très hostile au féminin, dans un latin archaïque) est le second album studio du groupe de heavy metal suédois Ghost, sorti le 10 avril 2013. Cet album marque le début d'une nouvelle ère avec l'arrivée de Papa Emeritus II qui remplace Papa Emiretus I qui a été démis de ses fonctions. 

## Liste des titres
Toutes les chansons sont écrites et composées par A Ghoul Writer.
| 1.    | Infestissumam         | 1:42 |
| 2.    | Per Aspera Ad Inferi  | 4:09 |
| 3.    | Secular Haze          | 5:11 |
| 4.    | Jigolo Har Megiddo    | 3:59 |
| 5.    | Ghuleh / Zombie Queen | 7:29 |
| 6.    | Year Zero             | 5:50 |
| 7.    | Body And Blood        | 3:43 |
| 8.    | Idolatrine            | 4:24 |
| 9.    | Depth Of Satan's Eyes | 5:26 |
| 10.   | Monstrance Clock      | 5:53 |
| 47:41 |                       |      |

| Titres bonus de l'édition deluxe américaine | Titres bonus de l'édition deluxe américaine | Titres bonus de l'édition deluxe américaine | Titres bonus de l'édition deluxe américaine | Titres bonus de l'édition deluxe américaine | Titres bonus de l'édition deluxe américaine | Titres bonus de l'édition deluxe américaine | Titres bonus de l'édition deluxe américaine | Titres bonus de l'édition deluxe américaine | Titres bonus de l'édition deluxe américaine |
| No                                          | Titre                                       | Durée                                       |                                             |                                             |                                             |                                             |                                             |                                             |                                             |
| ------------------------------------------- | ------------------------------------------- | ------------------------------------------- | ------------------------------------------- | ------------------------------------------- | ------------------------------------------- | ------------------------------------------- | ------------------------------------------- | ------------------------------------------- | ------------------------------------------- |
| 11.                                         | La Mantra Mori                              | 5:19                                        |                                             |                                             |                                             |                                             |                                             |                                             |                                             |
| 12.                                         | I'm A Marionette (Reprise de ABBA)          | 4:50                                        |                                             |                                             |                                             |                                             |                                             |                                             |                                             |
| 57:50                                       |                                             |                                             |                                             |                                             |                                             |                                             |                                             |                                             |                                             |

| Titres bonus de l'édition japonaise | Titres bonus de l'édition japonaise             | Titres bonus de l'édition japonaise | Titres bonus de l'édition japonaise | Titres bonus de l'édition japonaise | Titres bonus de l'édition japonaise | Titres bonus de l'édition japonaise | Titres bonus de l'édition japonaise | Titres bonus de l'édition japonaise | Titres bonus de l'édition japonaise |
| No                                  | Titre                                           | Durée                               |                                     |                                     |                                     |                                     |                                     |                                     |                                     |
| ----------------------------------- | ----------------------------------------------- | ----------------------------------- | ----------------------------------- | ----------------------------------- | ----------------------------------- | ----------------------------------- | ----------------------------------- | ----------------------------------- | ----------------------------------- |
| 11.                                 | La Mantra Mori                                  | 5:19                                |                                     |                                     |                                     |                                     |                                     |                                     |                                     |
| 12.                                 | I'm A Marionette (Reprise de ABBA)              | 4:50                                |                                     |                                     |                                     |                                     |                                     |                                     |                                     |
| 13.                                 | Waiting For The Night (Reprise de Depeche Mode) | 5:38                                |                                     |                                     |                                     |                                     |                                     |                                     |                                     |
| 63:28                               |                                                 |                                     |                                     |                                     |                                     |                                     |                                     |                                     |                                     |

| CD 2 de la Redux Edition | CD 2 de la Redux Edition                        | CD 2 de la Redux Edition | CD 2 de la Redux Edition | CD 2 de la Redux Edition | CD 2 de la Redux Edition | CD 2 de la Redux Edition | CD 2 de la Redux Edition | CD 2 de la Redux Edition | CD 2 de la Redux Edition |
| No                       | Titre                                           | Durée                    |                          |                          |                          |                          |                          |                          |                          |
| ------------------------ | ----------------------------------------------- | ------------------------ | ------------------------ | ------------------------ | ------------------------ | ------------------------ | ------------------------ | ------------------------ | ------------------------ |
| 1.                       | If You Have Ghosts (Reprise de Roky Erickson)   | 3:34                     |                          |                          |                          |                          |                          |                          |                          |
| 2.                       | I'm A Marionette (Reprise de ABBA)              | 4:50                     |                          |                          |                          |                          |                          |                          |                          |
| 3.                       | Crucified (Reprise de Army of Lovers)           | 5:13                     |                          |                          |                          |                          |                          |                          |                          |
| 4.                       | Waiting For The Night (Reprise de Depeche Mode) | 5:38                     |                          |                          |                          |                          |                          |                          |                          |
| 5.                       | Secular Haze (Enregistrement live)              | 5:27                     |                          |                          |                          |                          |                          |                          |                          |
| 77:42                    |                                                 |                          |                          |                          |                          |                          |                          |                          |                          |

Note : les titres du deuxième CD de l’édition Deluxe correspondent à l’EP If You Have Ghost sorti en 2013. 

## Classement
| Classement                              | Meilleure position |
| --------------------------------------- | ------------------ |
| Allemagne (Media Control Charts)        | 85                 |
| Australie (ARIA Charts)                 | 62                 |
| Belgique (Ultratop Flandre)             | 189                |
| Belgique (Ultratop Wallonie)            | 150                |
| États-Unis (Billboard 200)              | 28                 |
| États-Unis (Billboard Hard Rock Albums) | 1                  |
| États-Unis (Billboard Rock Albums)      | 10                 |
| Finlande (Suomen virallinen lista)      | 5                  |
| Grèce (IFPI Greece)                     | 22                 |
| Norvège (VG-lista)                      | 8                  |
| Royaume-Uni (UK Albums Chart)           | 35                 |
| Suède (Sverigetopplistan)               | 1                  |

## Crédits

### Groupe
- Papa Emeritus II - chant
- The Nameless Ghouls - instruments : guitare soliste , guitare rythmique , basse , batterie , claviers

### Personnel technique
- Producteur, mixage : Nick Raskulinecz
- Mastering : Ted Jensen
- Chœurs : St. Trident Tenors Of Tinseltown
- Chef de chœur : David Richard Campbell
- Artwork : B.P. Necropolitus Cracovienses Zbignew Bielak II